# Fenxiang (köpinghuvudort i Kina, Hubei Sheng, lat 30,91, long 111,42)
Fenxiang är en köpinghuvudort i Kina. Den ligger i provinsen Hubei, i den centrala delen av landet, omkring 280 kilometer väster om provinshuvudstaden Wuhan. Antalet invånare är 35 761. Befolkningen består av 17 332 kvinnor och 18 429 män. Barn under 15 år utgör 10,0 %, vuxna 15-64 år 78 %, och äldre över 65 år 11,0 %.
Runt Fenxiang är det ganska tätbefolkat, med 166 invånare per kvadratkilometer. Fenxiang är det största samhället i trakten. I omgivningarna runt Fenxiang växer huvudsakligen savannskog.
Genomsnittlig årsnederbörd är 1 331 millimeter. Den regnigaste månaden är maj, med i genomsnitt 206 mm nederbörd, och den torraste är december, med 14 mm nederbörd.